# Carrer Gran de Gràcia

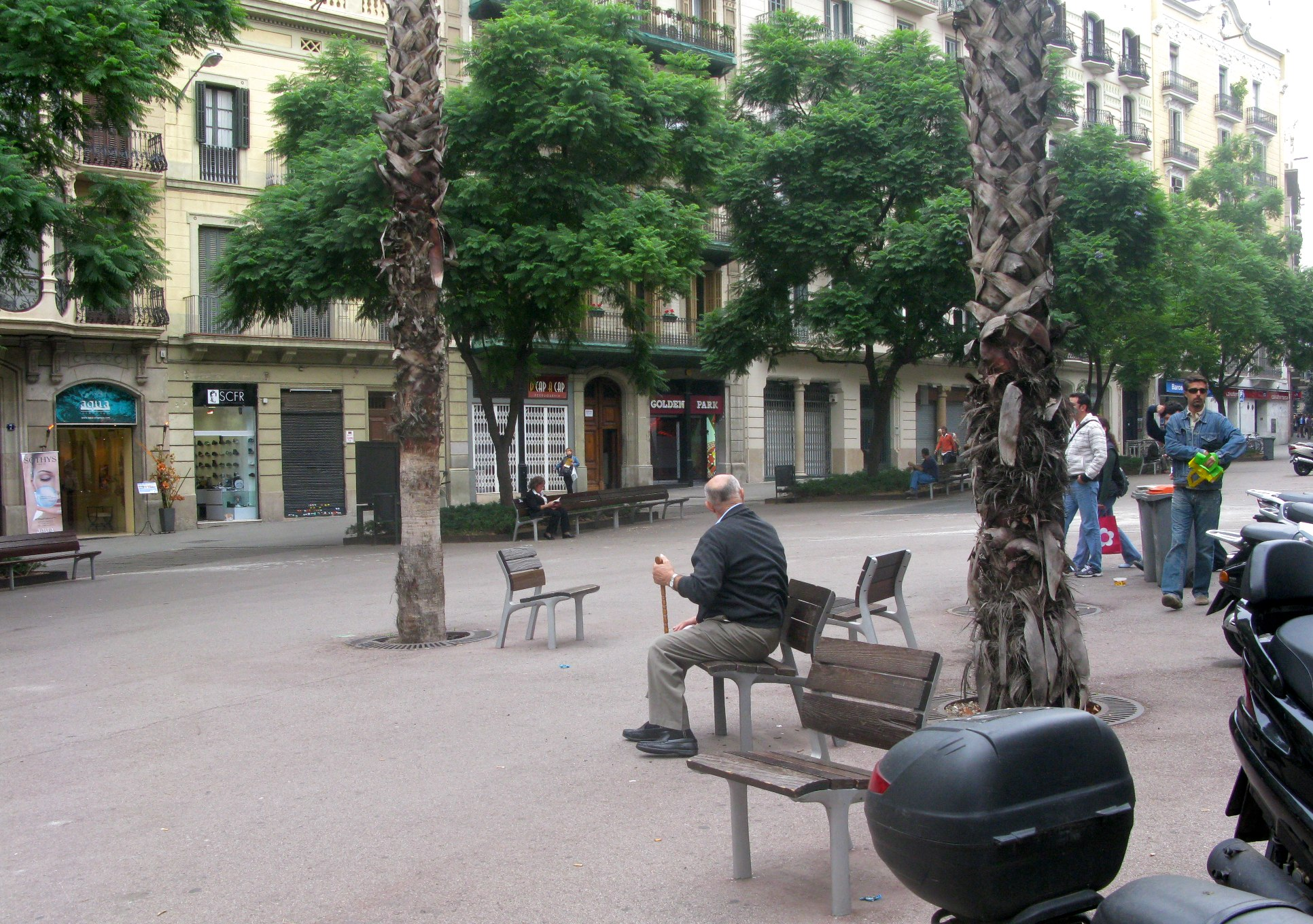
Carrer Gran de Gràcia

Carrer Gran de Gràcia is de hoofdstraat van Gràcia, een van districten van Barcelona.
Gran de Gràcia is een winkelstraat welke, al lange tijd, het centrum vormt van het winkelgebied in het disctict, al vanaf de tijd dat Gràcia nog een aparte stad was (vanaf ongeveer 1897). Het gebied strekt zich uit van de westkant van Passeig de Gràcia tot aan Plaça Lesseps.